# Lucretia Lombard

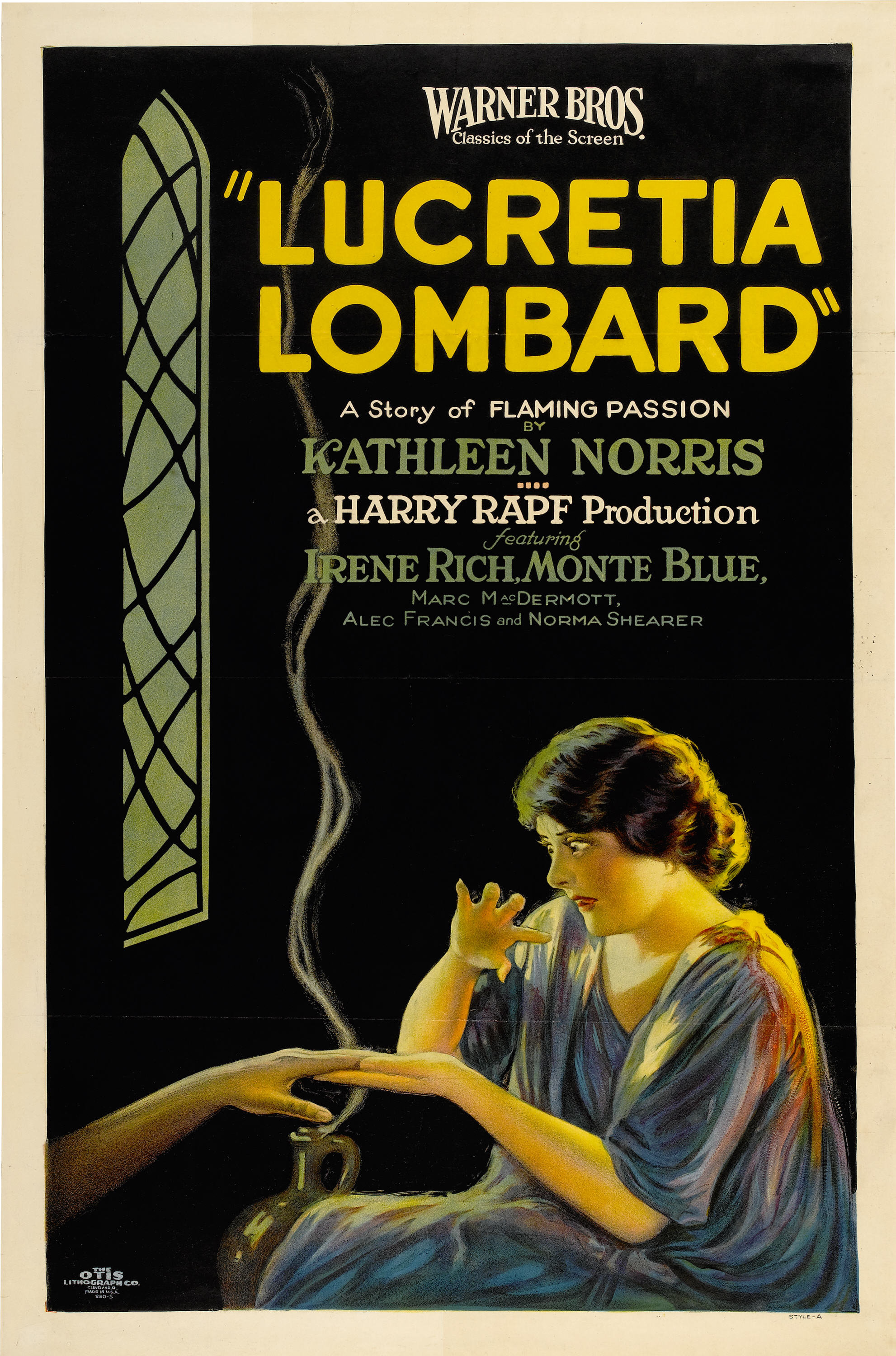
Pòster de la pel·lícula

Lucretia Lombard és una pel·lícula muda dirigida per Jack Conway i protagonitzada per Irene Rich, Monte Blue i Norma Shearer. Està basada en la novel·la homònima de Kathleen Norris qui va ser adaptada per Sada Cowan. Rodada en part a Big Bear Lake, es va estrenar el 9 de desembre del 1923.

## Argument
Lucretia Morgan es casa amb un home gran, Sir Allen Lombard, el qual viu lligat a una cadira de rodes i és un addicte als somnífers. Al cap de pocs anys mor a causa d'una sobredosi. Més tard ella i l'advocat del districte, Stephen Winship, s'enamoren però, a petició del seu pare, aquestes casa amb Mimi, la protegida de la família. Després de molts avatars que culminen amb la mort de Mimi quan una presa esclata durant un incendi forestal, el destí torna a unir Stephen i Lucrècia.

## Repartiment
- Irene Rich (Lucretia Lombard)
- Monte Blue (Stephen Winship)
- Marc McDermott (Sir Allen Lombard)
- Norma Shearer (Mimi)
- Alec B. Francis (jutge Winship)
- John Roche (Fred Winship)
- Lucy Beaumont (Mrs. Winship)
- Otto Hoffman (Sandy, criat dels Lombard)
- Florence Lawrence